# Augustinus van Ghetelen
Augustinus van Ghetelen OP, Augustin von Getelen (* 1495 in Lübeck; † 5. August 1558 ebenda) war ein deutscher Dominikaner, römisch-katholischer Kontroverstheologe und Domherr.

## Leben
Augustinus van Ghetelen war einer der Söhne des Lübecker Inkunabeldruckers Hans van Ghetelen. Im Gegensatz zu seinen Brüdern Henning und Hieronymus studierte er nicht an der Universität Rostock, sondern trat zunächst in das Burgkloster der Dominikaner in Lübeck ein, wo er schon 1510 die Weihe zum Subdiakon empfing. Die Familie van Ghetelen in Lübeck war vom Geist der Devotio moderna geprägt. Als Mönch dieses Klosters wurde er 1519 im Stralsunder Kapitel der Ordensprovinz Saxonia erwähnt und im gleichen Jahr von seinem Orden zum Generalstudium an die Universität Heidelberg entsandt.
Er trat als Kontroverstheologe und Gegner Johannes Bugenhagens während der Reformation in Norddeutschland hervor, wo er nicht nur aus den Klöstern heraus, sondern besonders als Priester und Lektor in Hamburg und dann als Prediger an der Johanniskirche in Lüneburg bis zu seiner Vertreibung aus der Stadt 1530 wirkte. Er begleitete den Bremer Erzbischof Christoph von Braunschweig-Wolfenbüttel 1530 zum Reichstag nach Augsburg und gehörte zu den Geistlichen, die die Vorlage der protestantischen Confessio Augustana für diesen zu überprüfen hatten. Nach der Rückkehr kämpfte er als Vertreter eines modernisierten alten Glaubens in Norddeutschland weiter gegen die Reformation. Mit Aufhebung des Lübecker Dominikanerklosters 1531 und der Vertreibung der Dominikaner aus der Stadt zog er sich nach 1532 als Domherr nach Riga zurück.
Im Baltikum ist er als Angehöriger der Domkapitel von Kurland und Riga ab 1541 belegt, als Otto Uexküll zu Fickel ihm, damals Thumherr und Licentiat, den Auftrag gab, eine Chronik der Uexküll zu verfassen. Die Uexküll von Fickel wären damit das erste Vasallengeschlecht Altlivlands, das eine Familiengeschichte in Auftrag gab. In den Folgejahren wird Ghetelen als Dompropst des Kapitels des Bistums Ösel-Wiek und dortiger Domdekan benannt. 1556 trat er als Domdekan zurück.  Am 20. Juni 1557 ist er letztmals als Zeuge einer Beurkundung erwähnt.
Vor dem Livländischen Krieg ging er 1557 in seine Heimatstadt zurück, wo er Inhaber der mit der theologischen Lektur verbundenen, im Rang unmittelbar auf den Domdekan folgenden Großen Präbende am Lübecker Dom wurde, die seit 1531 nicht mehr besetzt worden war. Die seit langem leerstehende Domkurie des Kapitelstheologen (domus theologi) wurde für ihn hergerichtet, und am 6. August 1557 sandte ihm das Domkapitel Wein zur Begrüßung. Er starb jedoch schon im Folgejahr, und die Lektur wurde nicht wieder besetzt.

## Bedeutung für die Geschichte des frühen Buchdrucks

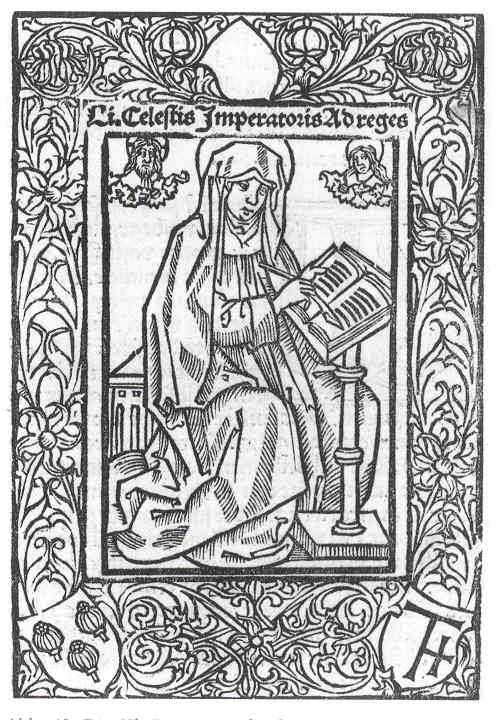
Die hl. Birgitta. Holzschnitt aus Sunte Birgitten Openbaringe, gedruckt von Hans van Ghetelen 1496; Königliche Bibliothek, Kopenhagen, mit dem Familienwappen der van Ghetelen (unten links)

Augustinus van Ghetelen bestätigt als Zeuge einer Urkunde des Jahres 1542 im Baltikum die drei Mohnköpfe als das Familienwappen der Ghetelen und belegt damit urkundlich seinen Vater Hans van Ghetelen eindeutig als Inhaber der Lübecker Mohnkopfoffizin. Gleichzeitig setzt aber auch eine seiner Schriften eine neue Endmarke für das zeitliche Bestehen dieser Lübecker Druckerei der Zeit der Frühdrucke. Ein Typenvergleich seiner 1526 im Druck erschienenen Schrift Wedder erdichteden seudebreff Imm namen ernn Johan Puggenhagen uthgeghaen Antwort … an deu erbaren rath to Hamborch belegt die Verwendung von Lettern der Mohnkopfoffizin, die in der 1496 gedruckten Sunte Birgitten Openbaringe Verwendung fanden, und belegt damit diesen Druck als den (vorläufig) letzten dieser Werkstatt, deren Ende zuvor für das Jahr 1520 angenommen wurde.

## Schriften
- Wedder erdichteden seudebreff Imm namen ernn Johan Puggenhagen uthgeghaen Antwort … an deu erbaren rath to Hamborch, 1526
- Decalogus declamatus ad populum per Aug. ab Gethelenn, Buxtehude 1532
- Eyn frye gerichte upp de vofftich losen Artikel vorgegeven der guden Stadt luneborch uth wittenbergischer schole gebellet
- Eyn fryg gerichte up den sendebreff Ur.reg. an einen frunt to Hildensheim
- Apologia Concordiae adversum Corvinos et desperatos discordiarum satores per Aug. Getellium, 1534
- Aug. ab Getelen Lubecensis Harmonia vulgaris IV Evangelistarum